# Plagiogyria matsumureana
Plagiogyria matsumureana là một loài dương xỉ trong họ Plagiogyriaceae. Loài này được Makino mô tả khoa học đầu tiên năm 1894.